# Mădăraș
Mădăraș es una comuna ubicada en el distrito de Harghita, Rumania.

## Superficie
Cuenta con una superficie de 65,88 kilómetros cuadrados.

## Demografía
Hasta 2021 la población era de 2093 habitantes, con una densidad de población de 31,77 habitantes por kilómetro cuadrado.